# Neobisium agnolettii
Neobisium agnolettii är en spindeldjursart som beskrevs av Beier 1973. Neobisium agnolettii ingår i släktet Neobisium och familjen helplåtklokrypare. Inga underarter finns listade i Catalogue of Life.